# Mário Moinhos
Mário Moinhos, de son nom complet Mário Jorge Moinhos Matos, est un footballeur portugais né le 13 mai 1949 à Vila Nova de Gaia et mort le 7 novembre 2023. Il évolue au poste d'attaquant.

## Carrière
- 1965-1969 :  Vilanovense FC
- 1969-1973 :  Boavista FC
- 1973-1977 :  Benfica Lisbonne
- 1977-1980 :  Boavista FC
- 1980-1984 :  SC Espinho

## Palmarès

### En club
Avec le Benfica Lisbonne :
- Champion du Portugal en 1975, 1976 et 1977

Avec Boavista :
- Vainqueur de la Supercoupe du Portugal en 1979